# Giovanni Antonio Canal
Giovanni Antonio Canal, zvaný Canaletto (říjen 1697 Benátky – 19. nebo 20. duben 1768 Benátky), byl italský malíř a rytec, typický představitel benátského ilusionismu 18. století. Vytvořil stovky benátských vedut podle skutečnosti. Později maloval i ideální krajiny kombinované se skutečnými výjevy. Topografickou malbu městských vedut přivedl k jejímu vrcholu.

## Životopisná data
Antonio Canal, který se od roku 1722 podepisoval jako Canaletto, se narodil v rodině Bernarda Canaleho, benátského starousedlíka a malíře divadelních kulis, a Artemisie Barbieri. Společně s bratrem Christoforem se stali otcovými spolupracovníky, což dokládají návrhy jevištních výprav instalovaných v Benátkách (1716–1718) a později i v Římě (1719), kam odešli připravit provedení dvou Scarlattiho oper. V Římě Canaletta ovlivnily veduty měst, které zde malovali Gaspar van Wittel (1653–1736) a Giovanni Paolo Pannini (1691–1765). V roce 1720 se vrátil do Benátek, vstoupil do malířského cechu a stal se nezávislým umělcem. V roce 1722 uzavřel smlouvu s Angličanem Owenem McSwineym, kterou poprvé podepsal přídomkem „Canaletto“. Na podkladě této smlouvy vznikla série fiktivních pláten významných osobností novodobých anglických dějin. Asi ve stejné době započalo i malířovo přátelství s dalším Angličanem, Josephem Smithem, pozdějším anglickým konzulem v Benátkách (od 1744). Canalettova tvorba se potom přeorientovala především na anglické objednavatele.

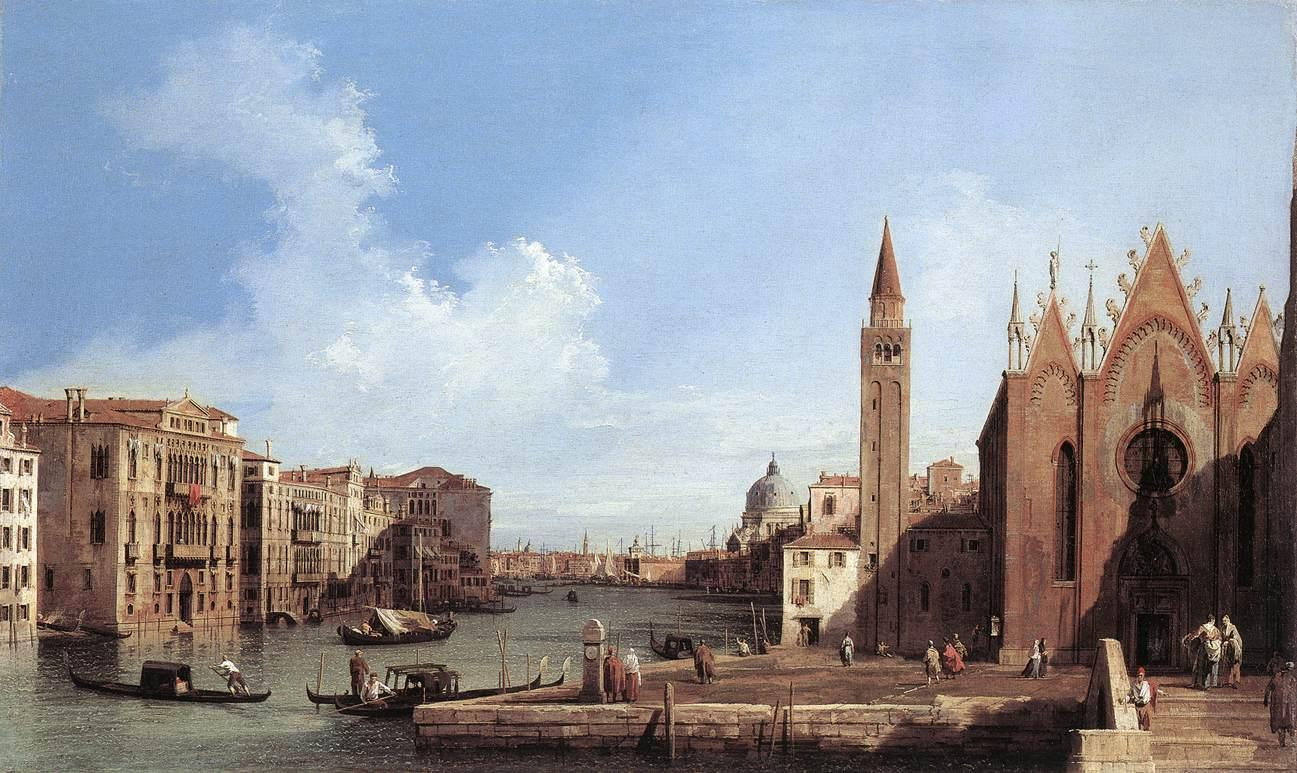
Canal Grande od Santa Maria della Carita směrem k San Marco (olej na plátně, asi 1730, Windsor, UK)

Mezi roky 1725 a 1730 namaloval 24 obrazů pro vévodu z Bedfordu, 20 obrazů pro vévodu z Buckinhamu a 17 obrazů pro hraběte z Carlisle. Pro tyto obrazy Canaletto, který byl zvyklý malovat v plenéru, zvolil typická místa Benátek jako Canal Grande nebo náměstí San Marco s paláci a přilehlými uličkami.

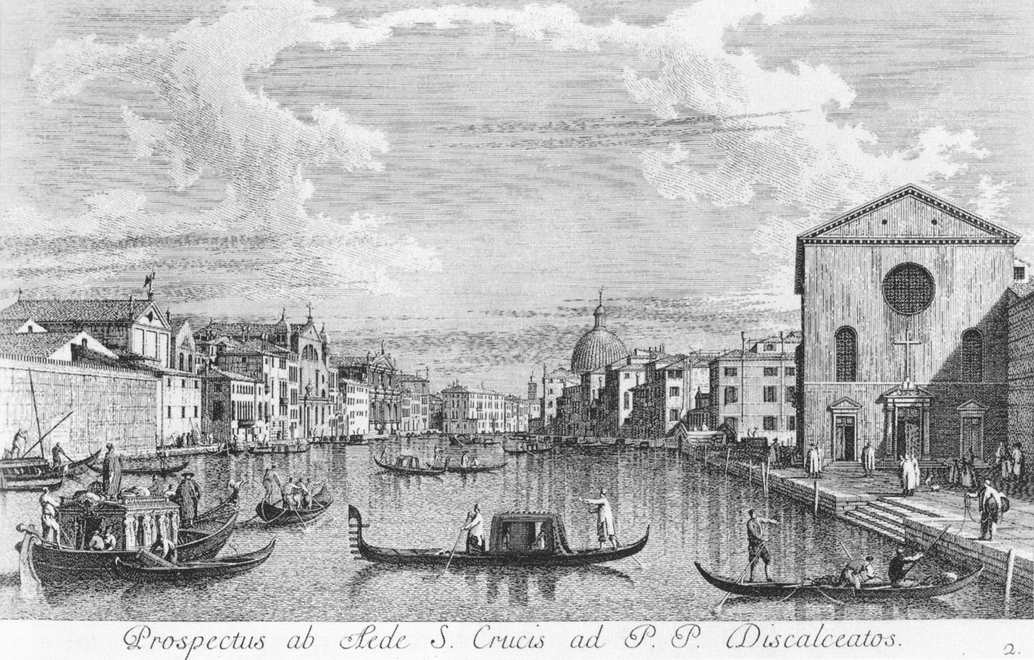
Canal Grande od Santa Croce (lept podle Canalettova obrazu, 1742, Windsor, UK)

Z následujícího desetiletí se o Canalettově životě zachovalo jen málo zpráv. Je to však doba malířovy vrcholné tvorby. Z popudu Josepha Smithe vznikl soubor leptů podle Canalettových obrazů nacházejících se v obchodníkově sbírce. Rytiny zhotovil Antonio Visentini (1688–1782). Čtrnáct leptů Visentiny uveřejnil již v roce 1735. Celý soubor 35 leptů Visentini vydal v roce 1742 pod názvem Prospectus Magni Canalis Venetiaru - prostě Vedute.

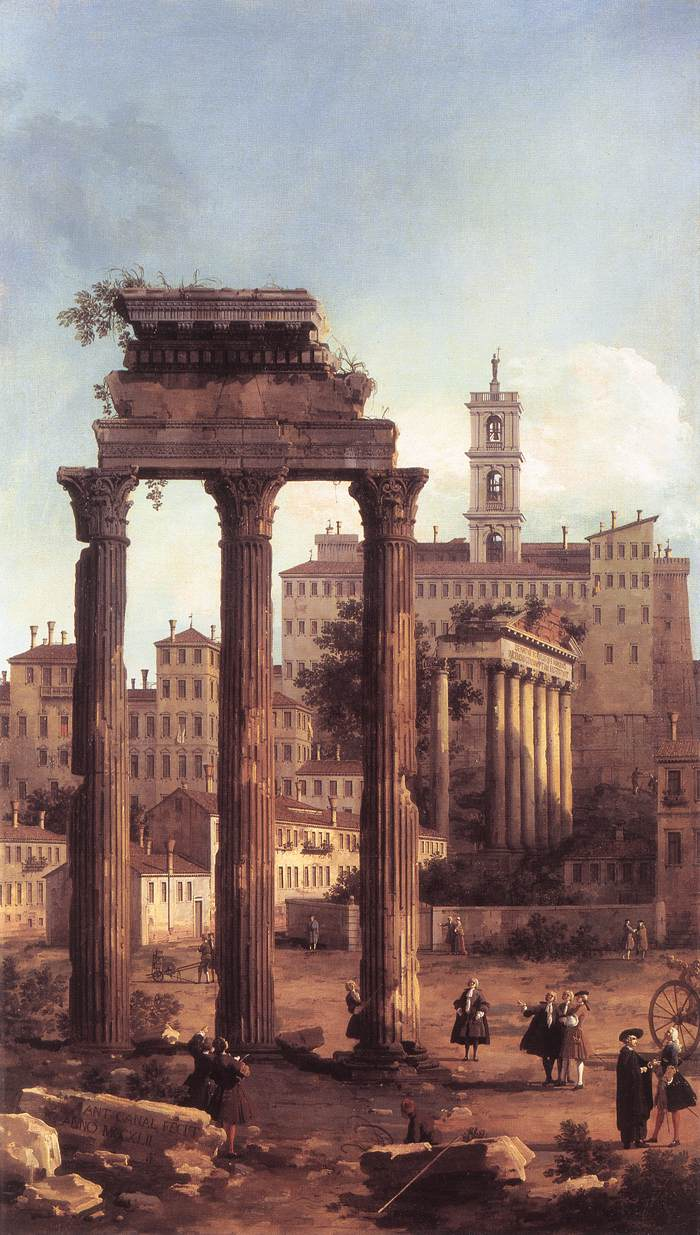
Forum Romanum: pohled směrem k římskému Kapitolu (olej na plátně, 1742, Windsor, UK)

Předpokládá se, že v roce 1742 Canaletto pobýval v Římě. Dokládají to obrazy s pohledy na římská fóra a triumfální oblouky. Mezi roky 1741 a 1744 vznikl Canalettův cyklus leptů tvořený 35 grafickými listy.
Války o rakouské dědictví (1740–1748) však významně snížily návštěvnost Benátek anglickými šlechtickými kavalíry. Canalettovi ubylo objednávek, což bylo hlavní příčinou jeho anglické cesty. Během Canalettova pobytu v Londýně (1746–1755) vznikla řada obrazů s pohledy na toto město. Mezi nimi vynikají dva obrazy v Lobkowiczkých sbírkách, které si u Canaletta objednal Ferdinand Filip, 6. kníže z Lobkowicz (1724–1784), kterého politická situace na vídeňském dvoře donutila k cestě do Londýna. Zde se kníže z Lobkowicz seznámil s 2. vévodou z Richmondu, který v té době byl nejdůležitějším Canalettovým patronem. To mu umožnilo si u Canaletta objednat dva obrazy Londýna, které nechal poslal do Čech.

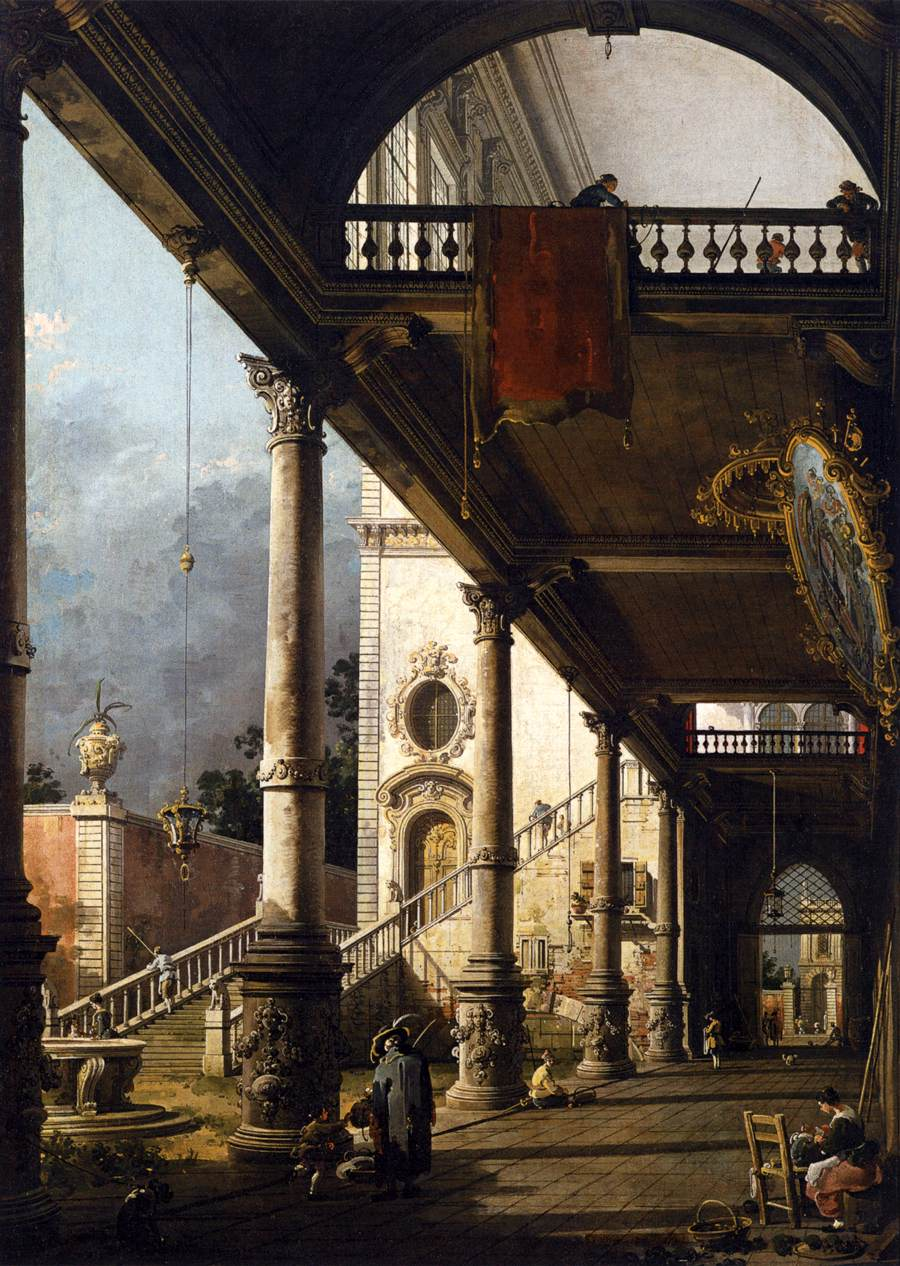
Architektonická perspektiva. Obraz je označován i jako Capriccio s otevřenou kolonádou a nádvořím paláce (olej na plátně, 1765, Gallerie dell Accademia, Benátky)

V roce 1755 se Canaletto vrátil do Benátek. V průběhu následujících let zhotovil řadu děl, na jejichž podkladě ho benátská Malířská a sochařská akademie přijala za člena v sekci malířů vedut. Pro tento účel namaloval plátno se smyšleným námětem (tzv. capriccio), nazvané Architektonická perspektiva (1765). Poslední datovaná Canalettova práce je známa z roku 1766. Malíř zemřel v Benátkách 19. nebo 20. dubna 1768. Byl pohřben v benátském kostele San Lio, ve kterém byl v roce 1697 pokřtěn.

## Umělecká tvorba
Ve 20. letech 18. století byl v Canalettově tvorbě patrný otcův vliv jako malíře kulis. Dokládají to obrazy fiktivních náhrobků významných anglických osobností objednané McSwineyem nebo vyobrazení římských ruin, ve kterých využíval jevištní perspektivní zkratky. Kompozice těchto obrazů vycházela z děl Salvatora Rosyho (1615–1673) a Claude Lorraina (1600–1682). Od Giovanni Paola Panniniho (1691–1765) převzal barevnost, v níž převažovaly hnědé tóny a teplé odstíny žluti. Barvě dával Canaletto přednost před architektonickou přesností. Uvedené charakteristiky Canalettových vedut té doby dokládá jeden ze 12 obrazů nazvaný Most Rialto od severu, který si u Canaletta objednal pozdější konzul Joseph Smith a o rok dříve Stefano Conti, obchodník z Luccy. Obrazy jsou téměř identické. Spolu s tímto obrazem si v letech 1725/26 Conti u Canaletta objednal tři další „topografické“ obrazy Benátek, dnes vystavené v montreálské soukromé sbírce.

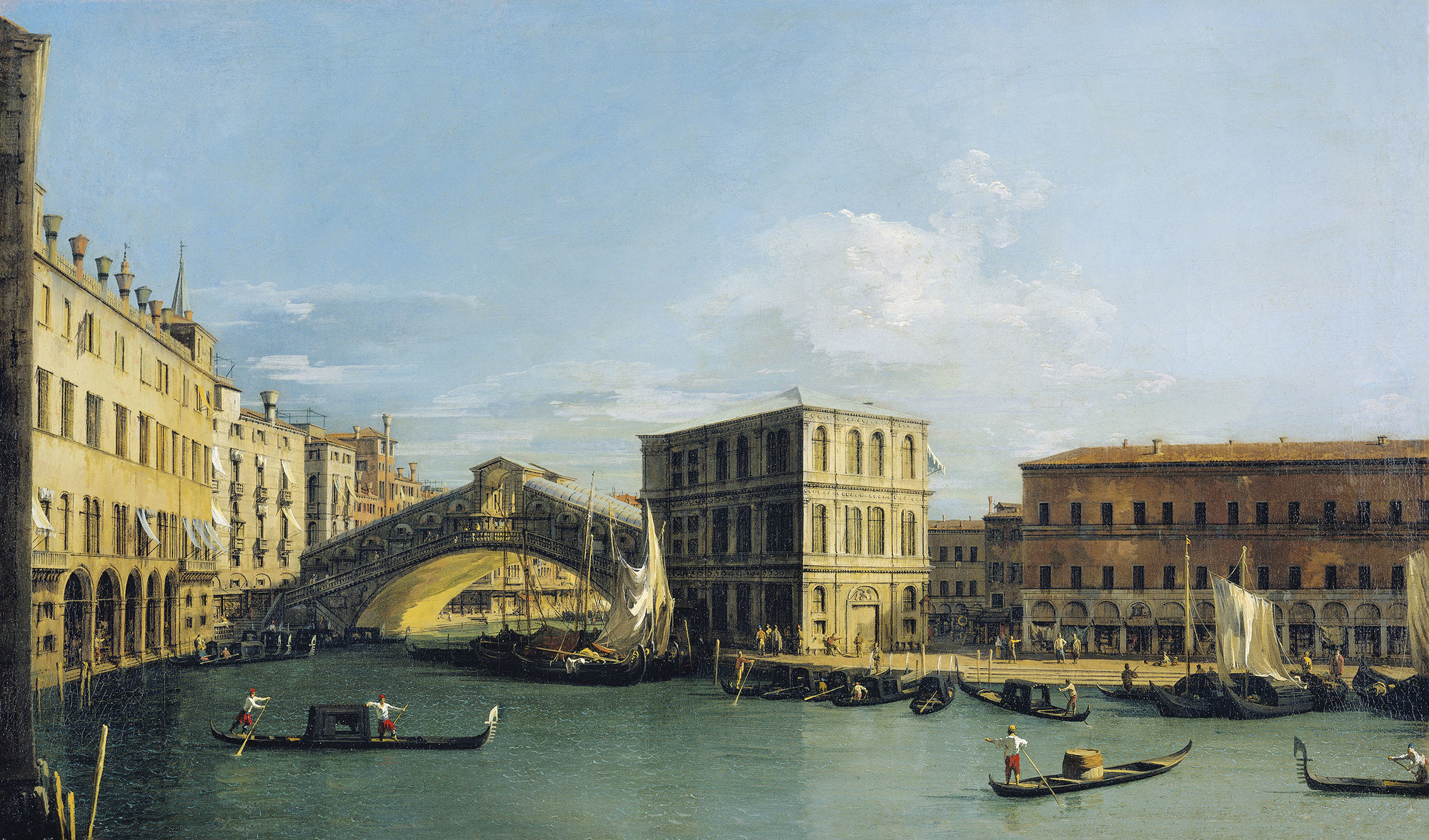
Most Rialto od severu (olej na plátně, 1726/27, Královská sbírka, Londýn)

Na počátku 30. let 18. století vznikla řada významných děl, mezi kterými vyniká obraz Kamenická dílna. Toto monumentální dílo znázorňuje jedno z nejmalebnějších míst v tehdejších Benátkách. Místo zalité sluncem doplňuje řada postav a postaviček dodávajících obrazu prostorovou hloubku.

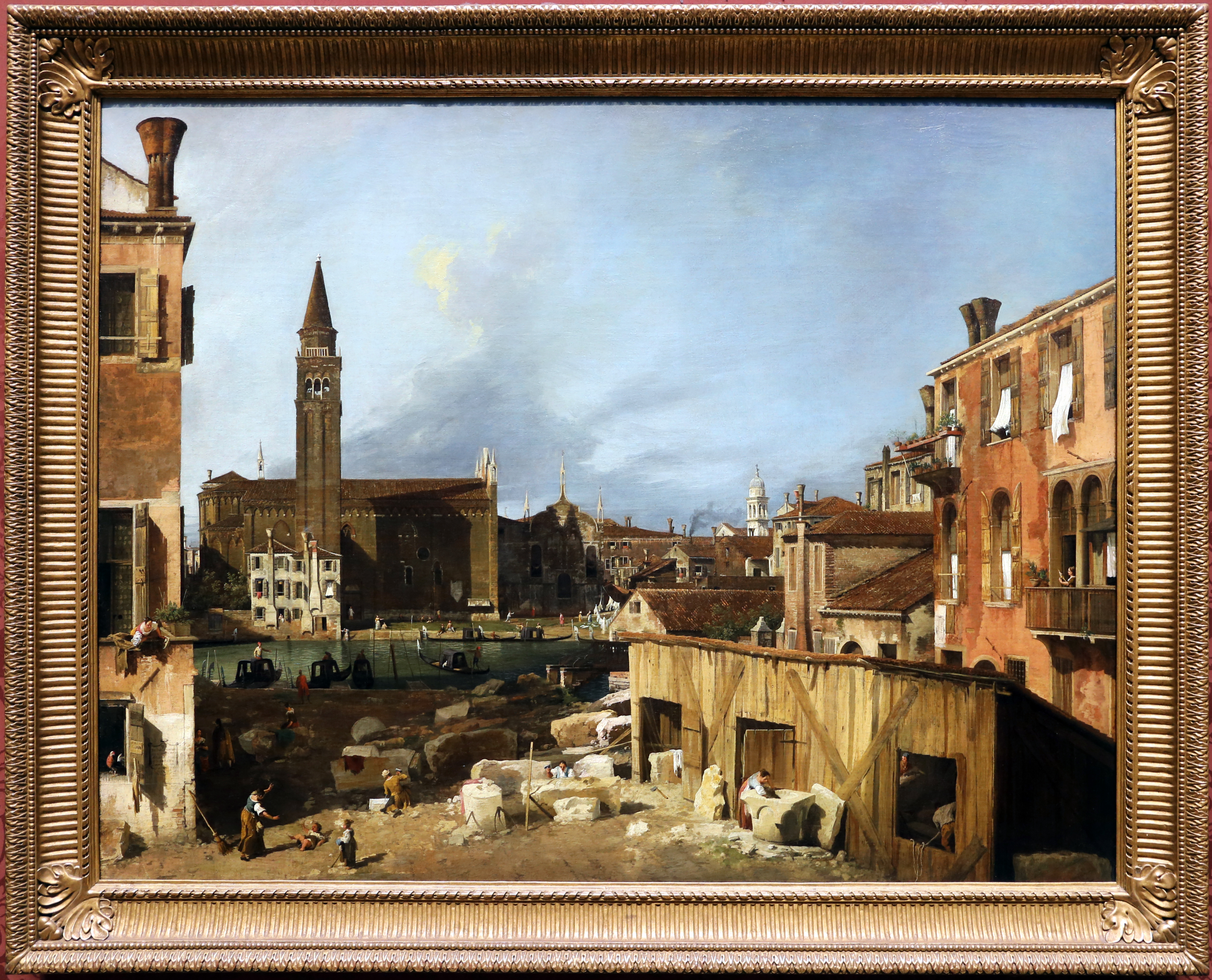
Kamenická dílna (olej na plátně, 1727/30, National Gallery, Londýn)

Stejně velkolepě byl koncipován i obraz Malý moučný sklad (Giustinianiho sbírka, Benátky), ve kterém řada postav člení sluncem prozářený prostor do značné hloubky. V tomto duchu Canaletto namaloval další čtyři obrazy dokončené počátkem 30. let 18. století. Stály na počátku velkých objednávek pro vévodu z Bedfordu. Současně se začala měnit i barevnost Canalettových obrazů, ve kterých přibývalo svítivosti a průzračnosti prostoru. V nové barevnosti Canaletto vytvořil dvě veduty připomínající významné události – Příjetí císařského vyslance v Dóžecím paláci a Návrat Bucintora do přístavu na svátek Nanebevstoupení.

Návrat Bucintora do přístavu na svátek Nanebevstoupení (olej na plátně, 1729/30, Puškinovo muzeum, Moskva)

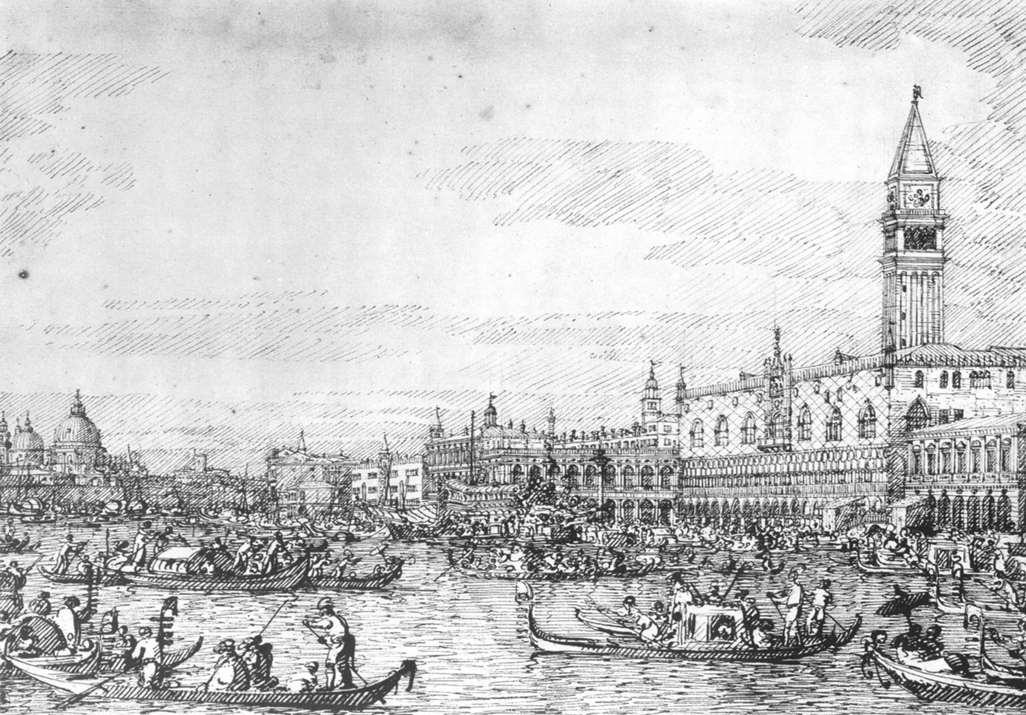
Přístav San Marco s kotvícím Bucintorem (kresba inkoustem přes kresbu tužkou, 1730/33, Windsor, UK)

Téměř širokospektrý pohled na benátský přístav, zachycený v obraze Přístav u sv. Marka, zakoupil 3. hrabě z Carlisle kolem roku 1734. V případě této veduty Canaletto pravděpodobné použil přenosnou optickou kameru (camera obscura), která mu umožnila tento pohledový trik. Obraz současně dokládá, kam se posunula zářivost Canalettovy malby oproti jeho obrazům z první poloviny 20. let 18. století.

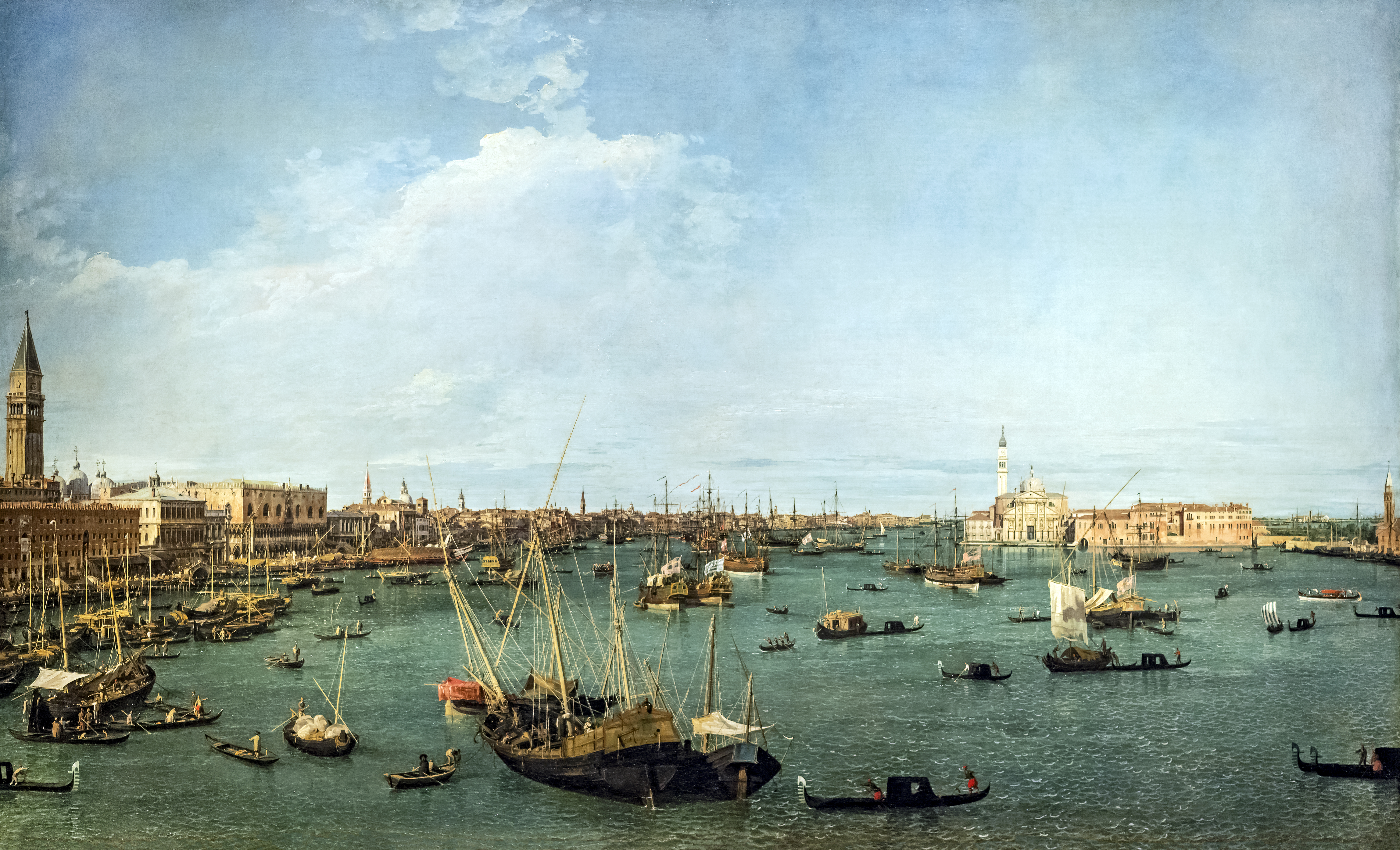
Přístav u sv. Marka (olej na plátně, 1738, Muzeum krásných umění, Boston, USA)

Ze 30. let 18. století pochází také řada Canalettových kreseb, které byly jednak dokumentačními studiemi, podle nichž malíř vytvářel své obrazy, jednak dokončenými kresbami určenými pro sběratele. Mnohé další kresby vznikly ještě na počátku 40. let 18. století a také 35 leptů, provedených podle vybraných obrazů ze sbírky konzula Josepha Smithe, bylo vydáno v roce 1744.

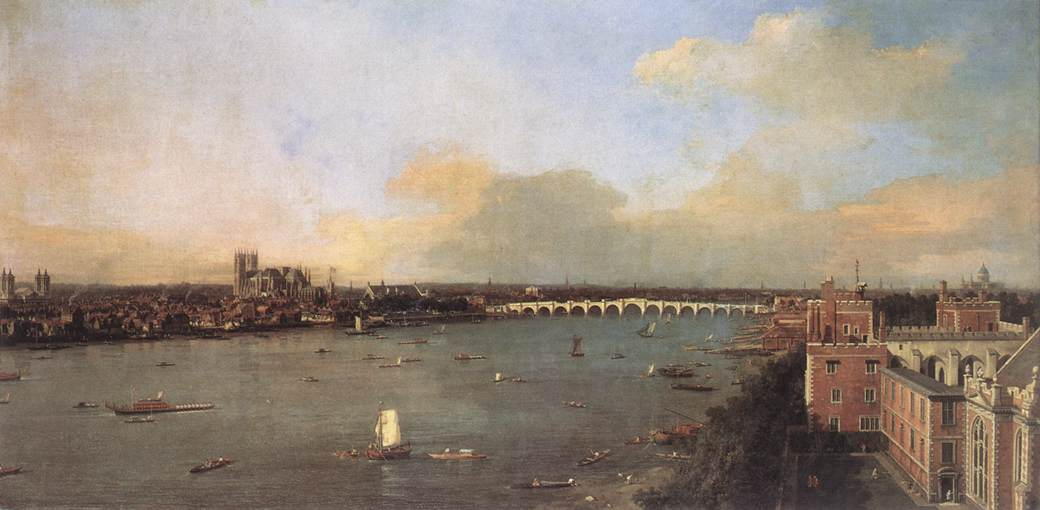
Pohled na Londýn s řekou Temží, Westminsterským opatstvím a s rozestavěným Westminsterským mostem (olej na plátně, 1646/47, Lobkowiczké sbírky, Pražský hrad)

Zůstává otázkou, zda v roce 1742 Canletto skutečně pobýval v Římě, přestože z té doby pocházejí velkolepě pojaté veduty římských památek. Někteří historici umění se domnívají, že je namaloval Bernardo Bellotto, Canalettův synovec a napodobitel, který v letech 1738 až 1743 v Římě působil. V roce 1743 proto Canaletto spolupráci se svým synovcem ukončil. V malbě vedut pokračoval v Anglii, kde je jeho pobyt doložen mezi roky 1746 až 1755. V těchto letech do jeho obrazů vstupuje více zelené barvy z anglické přírody a cihlových či nafialovělých odstínů červeně londýnských budov. Canaletto zde vytvořil na 50 maleb a 30 kreseb.

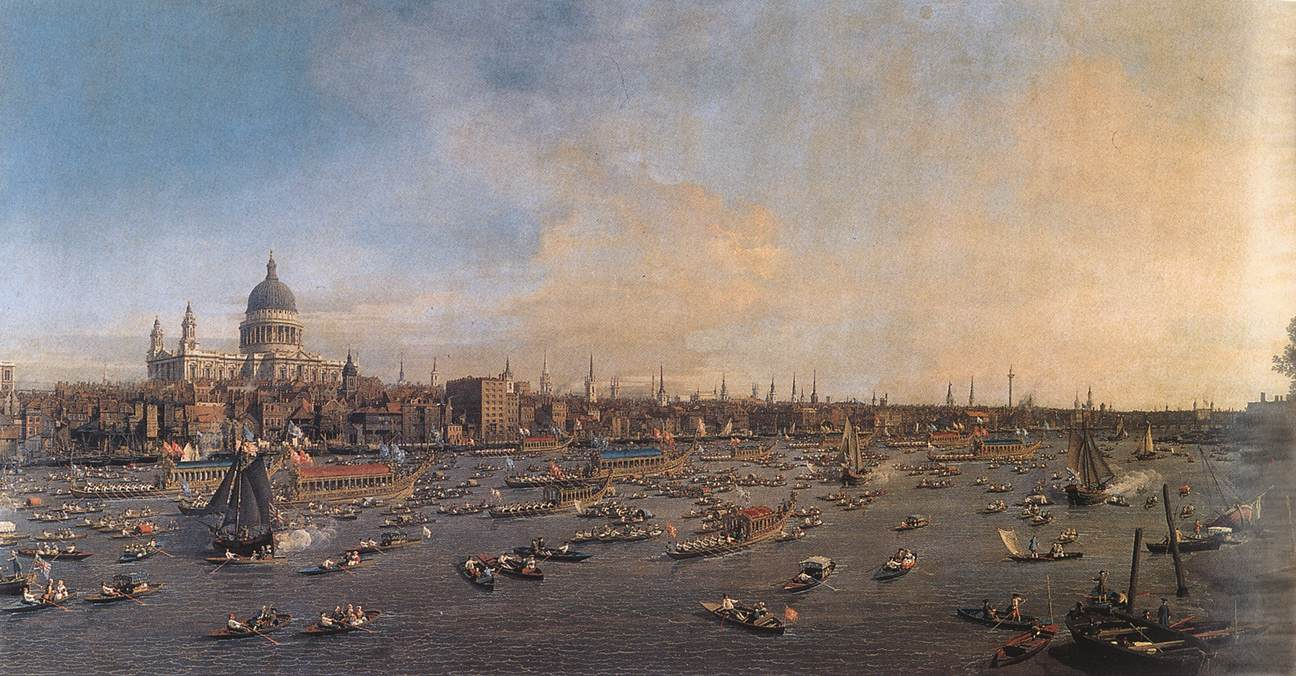
Primátorská slavnost na Temži (olej na plátně, asi 1748, Lobkowiczké sbírky, Pražský hrad)

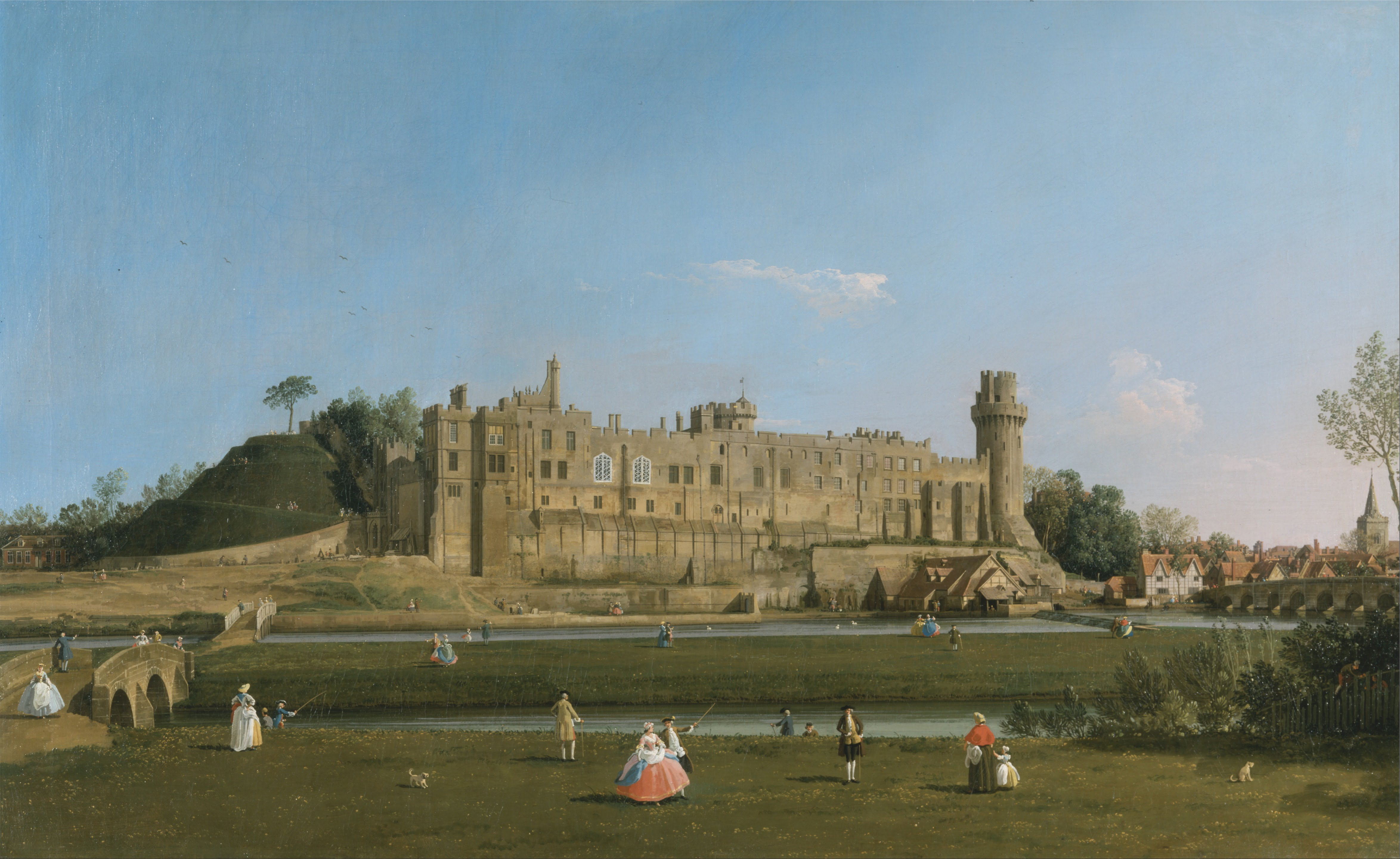
Hrad Warwick (olej na plátně, 1748/49, Centrum britského umění, Yaleova univerzita, USA)

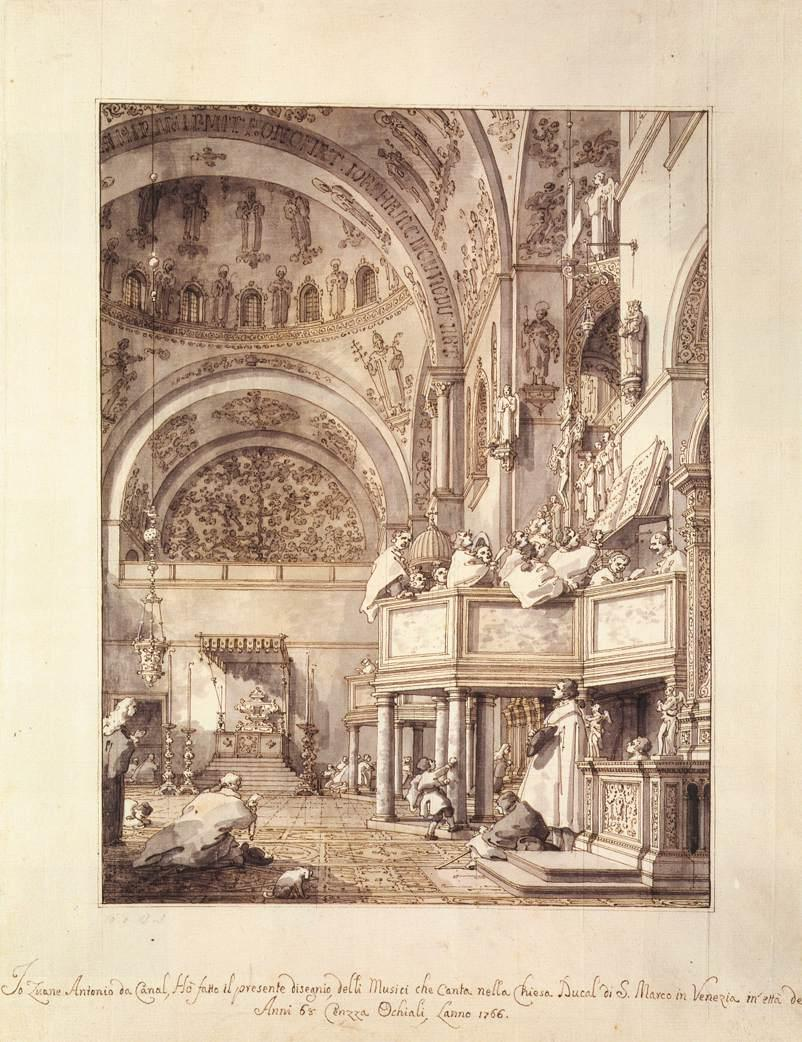
Zpěváci ze sv. Marka (Canalettova kresba tužkou, perem a hnědým inkoustem, 1756, Hamburger Kunsthalle, Hamburk)

Počáteční fázi Canalletovy tvorby v Anglii dokládají dva širokoúhle pojaté pohledy na Londýn, které si u malíře objednal Ferdinand Filip, 6. kníže Lobkowicz. Jedná se o Pohled na Londýn s Temží a Primátorská slavnost na Temži, obrazy, které Londýňané obdivovali u příležitosti oslav šedesátého výročí nástupu královny Alžběty II. na trůn. Naopak pozdější obraz nazvaný Hrad Warwick ukazuje barevnost každodenního života na anglickém venkově. Postupně se však objednávky od anglických šlechtických rodů vyčerpaly, a tak se v roce 1755 Canaletto vrátil do Benátek. Zde vytvořil ještě řadu kreseb pro 12 pláten s námětem vévodských slavností, které v roce 1766 převedl do grafických listů Giovanni Battista Brustoloni (1712–1796). Již koncem anglického pobytu Canaletto začal malovat i interiéry zajímavých budov a pokračoval v tom i v Benátkách. Dokládá to kresba Zpěváci ze sv. Marka, kterou Canaletto sám datoval. Patří k jeho posledním pracími, neboť o dva roky později Canaletto v Benátkách zemřel.

## Umělecko-historický význam Canalettova díla
Canaletto je v benátském malířství 18. století osobností ojedinělou pro realistické pojetí pohledu na města, které je v mnoha ohledech odlišné od pouhého popisu. Pro jeho tvorbu je typické architektonické capriccio, žánr, jehož si oficiální osobnosti té doby obzvláště cenily. Romantizmus 19. století však na Canalettovy veduty pohlížel s despektem, aby teprve 20. století ocenilo poetické kvality jeho díla.